# Turkmenistán en los Juegos Olímpicos de París 2024
Turkmenistán estuvo representado en los Juegos Olímpicos de París 2024 por seis deportistas, tres hombres y tres mujeres, que compitieron en cuatro deportes.
Los portadores de la bandera en la ceremonia de apertura fueron el judokas Serdar Rahimov y Maysa Pardayewa. El equipo olímpico turcomano no obtuvo ninguna medalla en estos Juegos.